# Antonio di Rudinì
Antonio Starabba di Rudinì, född 6 april 1839 i Palermo, död 6 augusti 1908 i Rom, var en italiensk markis och politiker. 
Rudinì blev 1865 borgmästare i Palermo, nedslog 1866 ett klerikalbourbonskt uppror i staden samt blev till belöning prefekt i Palermo och 1868 i Neapel. År 1869 kallades han till inrikesminister, men avgick snart. Strax därefter valdes han till ledamot av deputeradekammaren, där han alltsedan satt och alltid tillhörde den yttersta högern. 
År 1890 blev Rudinì kammarens vice president, och i februari 1891 utnämndes han till ministerpresident efter Francesco Crispi, till vars fall han bidragit mycket. Han övertog själv utrikesportföljen, förnyade trippelalliansen och arbetade på inskränkning av de militära utgifterna, men måste redan i maj 1893 vika för Giovanni Giolitti. 
Rudinì blev Crispis efterträdare även i mars 1896, sedan denne fallit till följd av det olyckliga kriget i Abessinien. Han slöt fred med detta land och avstod från alla anspråk på överhöghet däröver, men kunde inte komma till rätta med de inre svårigheterna. Efter flera rekonstruktioner av kabinettet begärde och fick han i juni 1898 avsked.